# بيريسو (مدينة)
بيريسو (بالإسبانية: Berisso)‏ هي منطقة سكنية تقع في الأرجنتين في Berisso Partido. يقدر عدد سكانها بـ 95,021 نسمة وترتفع عن سطح البحر 6 متر.

## أعلام
- فيديريكو رويز
- بابلو ميراندا
- ليتو كروز
- ماتياس نوبل
- رودريغو ساليناس